# Oldair Barchi
Oldair Barchi, mais conhecido como Oldair (São Paulo, 1 de julho de 1939 – Belo Horizonte, 31 de outubro de 2014) foi um futebolista brasileiro que atuou como lateral-esquerdo, entre outras posições.

## Biografia
Começou sua carreira no Palmeiras, clube pelo qual foi campeão paulista em 1959 e vencedor do Torneio Rio-São Paulo em 1960. Depois transferiu-se para o futebol carioca, onde jogou 5 anos pelo Fluminense e mais 3 temporadas pelo Vasco.
Anulou o Garrincha na final que foi campeão da primeira edição da Taça Guanabara de 1965 e fez um dos gols da vitória do Vasco por 2x0 contra o Botafogo, com um público de 115 mil torcedores no Maracanã, essa Taça Guanabara não fazia parte do Campeonato estadual e indicava um carioca para Taça Brasil, onde o Vasco ficou com o vice-campeonato brasileiro, também conquistou o Torneio Rio São Paulo em 1966. 
Em 1966, chegou a ser convocado para a Seleção Brasileira, mas disputou apenas um jogo amistoso, sendo dispensado antes da Copa do Mundo.
Em 1968, numa troca envolvendo o meio-campista Buglê, Oldair foi para o Atlético/MG, tendo sido o capitão do grande time atleticano dirigido por Telê Santana que acabou sendo o primeiro campeão brasileiro de clubes.
Oldair é o autor do gol histórico do Atlético/MG dentro do Mineirão, quando marcou o gol da vitória por 1 a 0 (em uma cobrança de falta) contra o São Paulo, pela fase final do Campeonato Brasileiro de 1971 e garantindo que o "galo" jogasse pelo empate na partida final contra o Botafogo no Maracanã.
Encerrou sua carreira no extinto ESAB de Contagem, Minas Gerais e faleceu de câncer em outubro de 2014.

## Títulos
Palmeiras
- Campeonato Paulista: 1959

Fluminense
- Campeonato Carioca: 1964

Atlético Mineiro
- Campeonato Brasileiro: 1971[5]
- Campeonato Mineiro: 1970

Vasco da Gama
- Taça Guanabara: 1965
- Torneio Rio-São Paulo: 1966
- Troféu Estadual Rivadavia Corrêa Meyer: 1967